# Bronisław Gorgol
Bronisław Gorgol ps. „Edmund”, „Karol”, „Sokół” (ur. 14 października 1885 w Lublinie, zm. 1 lipca 1925) – działacz niepodległościowy i socjalistyczny, uczestnik akcji pod Bezdanami w 1908.

## Życiorys
Urodził się jako syn Jana, cieśli, mając sześcioro rodzeństwa. Jako dziewięcioletni chłopiec został aresztowany i skazany na rózgi, za rozdawanie ulotek sprzeciwiających się koronacji cara Mikołaja II Romanowa.
Od 1898 pracował jako pomocnik murarski. Od 1899 był praktykantem w fabryce wag Hessa, zaś od 1901 do 1906  jako giser w fabryce maszyn rolniczych Wolskiego. W 1904 uczestniczył w demonstracji nad grobem ks. Piotra Ściegiennego.
W 1905 wstąpił do PPS. Od 1906 był członkiem Organizacji Bojowej Polskiej Partii Socjalistycznej. Brał udział m.in. w akcji na urząd Gminy w Wólce (16 grudnia 1906). Po dwóch dniach aresztowany, wziął udział w pięciodniowej głodówce w proteście przeciw przedłużającemu się śledztwu.  
Został skazany na 2 lata zesłania do guberni wiackiej, skąd szybko uciekł do kraju.
Od września 1907 wznowił działalność w Organizacji Bojowej Polskiej Partii Socjalistycznej – Frakcji Rewolucyjnej. Brał udział w akcjach pod Szydłowcem (14 lutego 1908), w Tumlinie (25 lutego 1908) i akcji pod Bezdanami (26 września 1908).
W maju 1909 przebywał w Krakowie, gdzie ukończył szkołę bojową. W sierpniu 1909 wziął udział w XI (II) Zjeździe PPS – Frakcji Rewolucyjnej w Wiedniu. Od 1910 do 1911 jako instruktor bojowy i kierownik pracy PPS w Płocku, brał udział w akcjach bojowych w okręgu Płockim m.in. 10 lipca 1910 uczestniczył w akcji na furgon pocztowy pod Zbójnem pod dowództwem Edwarda Gibalskiego "Franka", oraz 24 lutego  1911 w akcji ekspropriacyjnej pieniędzy monopolowych w Płocku. Uczestniczył też w ostatniej akcji bojowej OB na furgon pocztowy pod Turkiem w kwietniu 1911. W 1911 wyjechał do Galicji.
Wstąpił do Związku Walki Czynnej i ponownie powrócił do zaboru rosyjskiego. W 1912 został aresztowany i uwięziony w Kielcach. W 1914 został uwolniony z więzienia kieleckiego przez żołnierzy Legionów Polskich.
Po uwolnieniu walczył w I Brygadzie Legionów Polskich, początkowo w oddziale wywiadowczym, następnie oddziale konnym Beliny dochodząc do stopnia sierżanta. Po kryzysie przysięgowym w 1917 działał w Polskiej Organizacji Wojskowej.
W 1920 zgłosił się do wojskowej służby pomocniczej. Zmarł w 1925. W 1930 pośmiertnie został odznaczony Krzyżem Niepodległości z Mieczami.